# Leptorhaphis parameca
Leptorhaphis parameca är en lavart som först beskrevs av A. Massal., och fick sitt nu gällande namn av Körb. Leptorhaphis parameca ingår i släktet Leptorhaphis och familjen Naetrocymbaceae.   Inga underarter finns listade i Catalogue of Life.